# Georg Theodor Reineck
Georg Theodor Reineck (geb. um 1660 in Neubrandenburg; gest. 30. November 1726 in Weimar) (latinisiert Georg Theodor Reineccius) war Stadtkantor in Weimar und Kirchenkomponist.

## Leben
Er war mit Johann Sebastian Bach befreundet. Reineck leitete bis zu seinem Tode 1726 den Musikunterricht am Wilhelm-Ernst-Gymnasium Weimar. Reineck erhielt wiederum vermutlich Schüler von Bach für Kantatenaufführungen vermittelt und war an der Huldigung für Herzog Wilhelm Ernst zur Einweihung des ersten im schlichten Barock erbauten Schulhauses 1716 am Töpfermarkt, dem heutigen Herderplatz, „hierbei durch eine CANTATA“ beteiligt. Im Jahre 1681 war Reineck in Eisleben tätig. Dort fertigte er 1682 ein Bestandsverzeichnis der Turmbibliothek der St.-Andreas-Kirche an.
Im Jahre 1687 war er bereits Stadtkantor und Gymnasiallehrer in Weimar. Er war Taufpate von Bachs Tochter Maria Sophia Bach, die 1713 allerdings bereits nach drei Wochen starb.
Reineck wurde auf dem Jacobsfriedhof Weimar beerdigt.

## Werke
- Preise, Jerusalem, den Herren (Kantate)[6][7]